# 9379 Dijon
A 9379 Dijon (ideiglenes jelöléssel 1993 QH3) a Naprendszer kisbolygóövében található aszteroida. Eric Walter Elst fedezte fel 1993. augusztus 18-án.